# Djibalé
Djibalé (auch: Djiballé, Jibalé) ist ein Dorf in der Landgemeinde Déoulé in Niger.

## Geographie

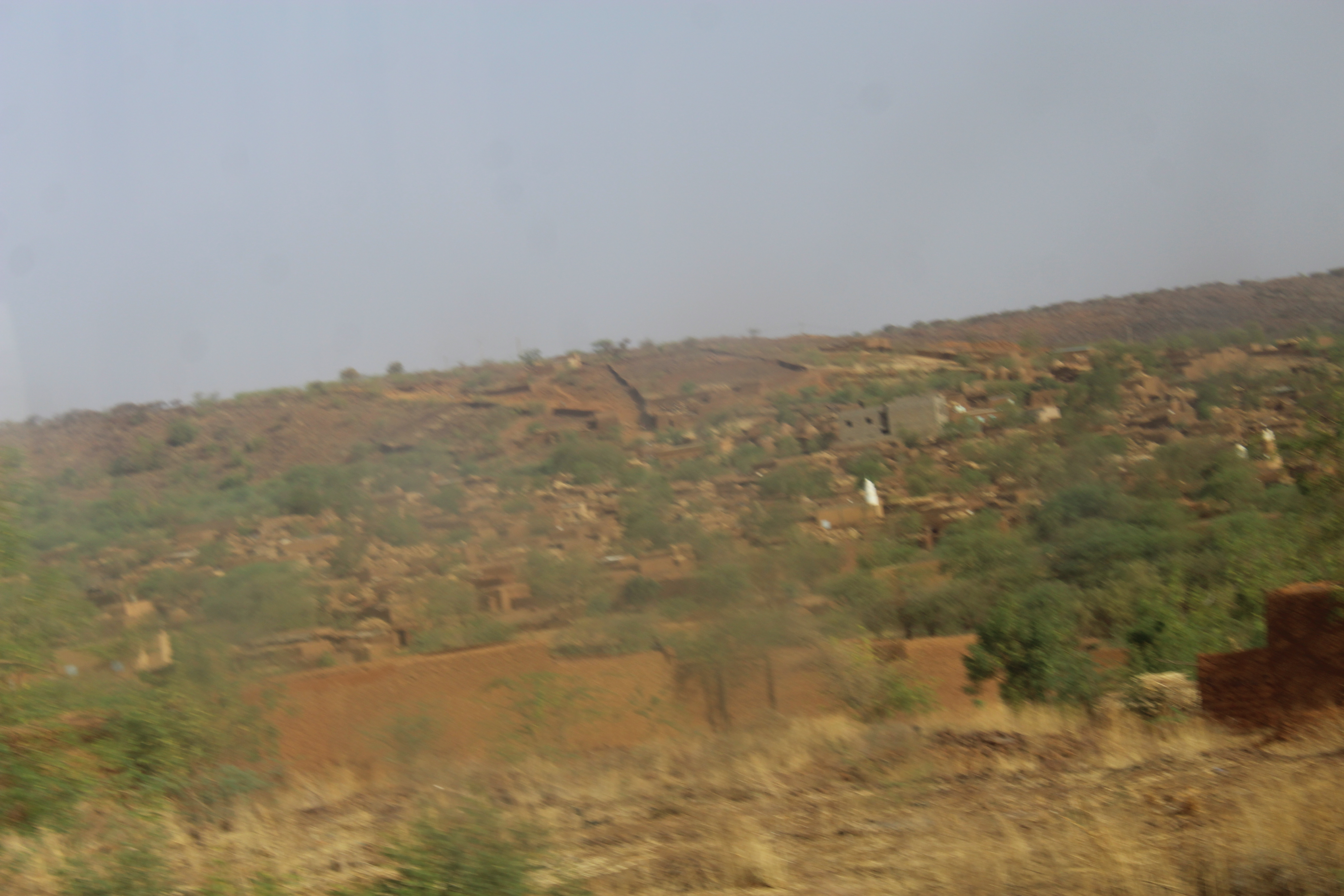
Ortsansicht von Djibalé (2024)

Das von einem traditionellen Ortsvorsteher (chef traditionnel) geleitete Dorf befindet sich etwa zwei Kilometer südlich von Déoulé, dem Hauptort der gleichnamigen Landgemeinde, die zum Departement Bouza in der Region Tahoua gehört. Rund neun Kilometer südöstlich von Djibalé liegt die Stadt Bouza. Djibalé wurde auf einer Höhe von 554 m am oberen Ende eines Nebentals des Tarka-Tals errichtet, das in die Sandsteinhochebene Ader Doutchi eingeschnitten ist. Unweit des Dorfes liegt der Ursprung der Maggia, eines weiteren bedeutenden Trockentals.
Djibalé ist Teil der Übergangszone zwischen Sahel und Sudan. Die durchschnittliche jährliche Niederschlagsmenge beträgt hier zwischen 400 und 500 mm.

## Geschichte

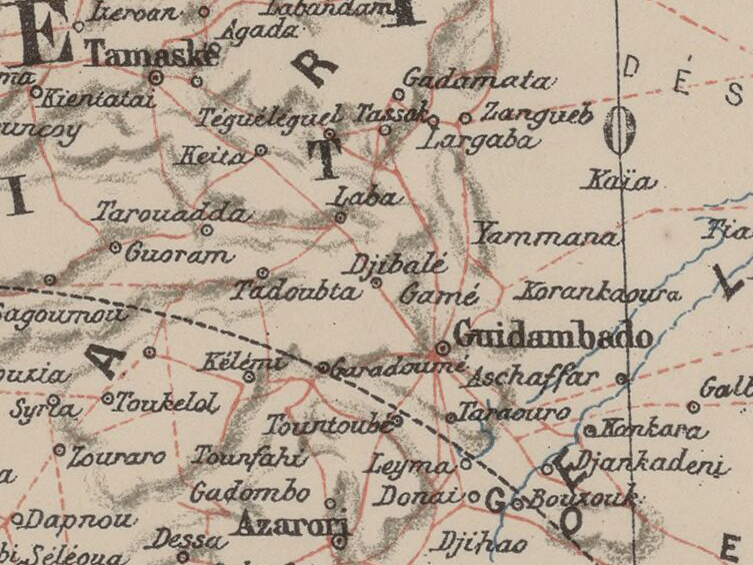
Ausschnitt einer Karte von 1903 mit Djibalé im Zentrum

Djibalé gehörte seit Ende des 17. Jahrhunderts zur Herrschaft Magori der Hausa-Untergruppe Magorawa. Es war zeitweise der Sitz von dessen Herrscher, des Sarkin Magori. Die Djibelawa (Jibelawa), die in und um das Dorf lebten, waren ursprünglich Jäger gewesen, die sich auf der Handel mit Rindern spezialisierten. Die Herrschaft Magori wurde im 19. Jahrhundert von der Tuareg-Gruppe Kel Gress unterworfen und Anfang des 20. Jahrhunderts von Frankreich kolonisiert. Der Markt von Djibalé war einer der kleinen Märkte in der Region, die zu Beginn des 20. Jahrhunderts von der französischen Verwaltung zugelassen wurden. Der staatliche Stromversorger NIGELEC elektrifizierte das Dorf im Jahr 2013.

## Bevölkerung

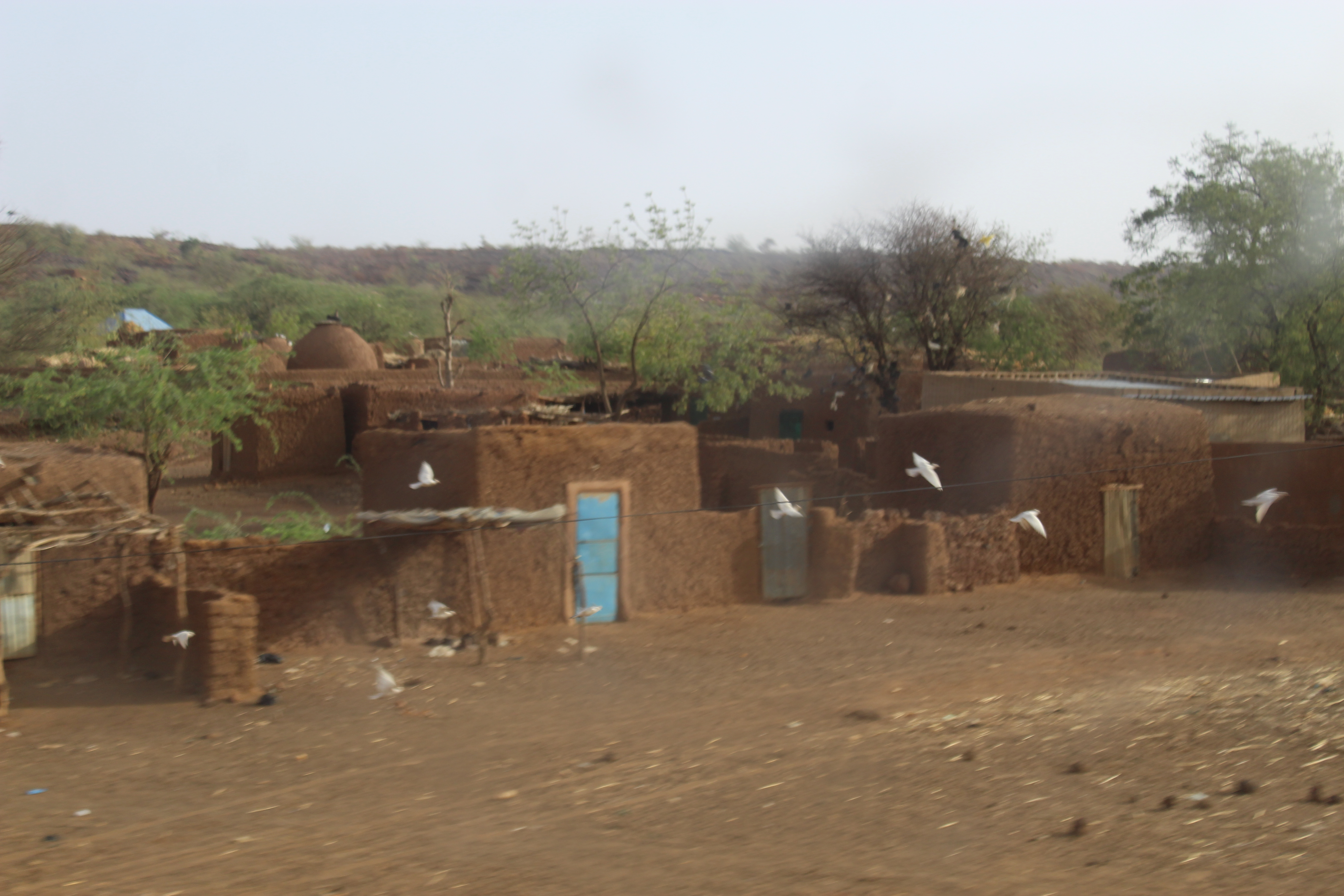
Wohnhäuser am Ortsrand von Djibalé (2024)

Bei der Volkszählung 2012 hatte Djibalé 5717 Einwohner, die in 740 Haushalten lebten. Bei der Volkszählung 2001 betrug die Einwohnerzahl 4907 in 730 Haushalten und bei der Volkszählung 1988 belief sich die Einwohnerzahl auf 3135 in 517 Haushalten.

## Wirtschaft und Infrastruktur
Es gibt eine Grundschule im Dorf. Am Ortsrand verläuft die 172,3 Kilometer lange Nationalstraße 16 zwischen der Nationalstraße 1 in Madaoua und der Nationalstraße 25 bei Tamaské.